# Parangitia mulator
Parangitia mulator är en fjärilsart som beskrevs av William Schaus 1921. Parangitia mulator ingår i släktet Parangitia och familjen nattflyn. Inga underarter finns listade i Catalogue of Life.